# Mythimna loreyimima
Mythimna loreyimima es una polilla de la familia Noctuidae. Se encuentra en Asia y Australia.
La envergadura es de unos 35 mm.
Las larvas se alimentan de las plantas agrícolas, como Saccharum officinarum (caña de azúcar) y especies de gramíneas y por lo tanto considerado como una plaga.

## Galería

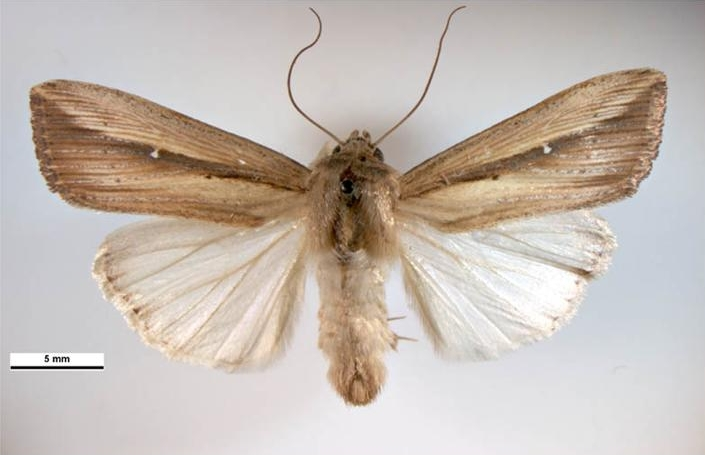
Vista dorsal
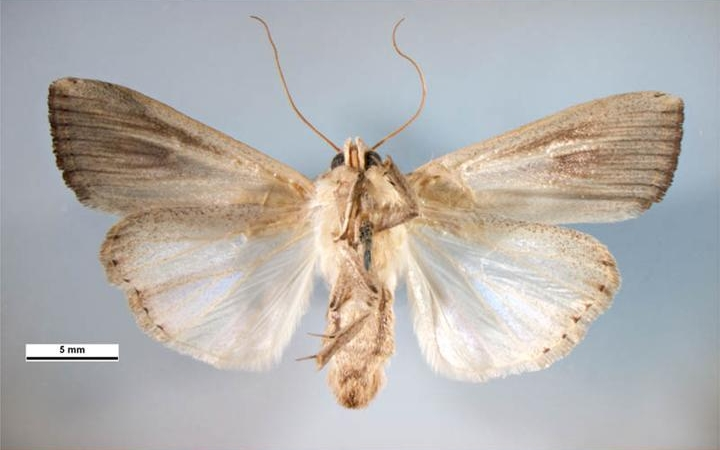
Vista ventral